# Odontomachus
Odontomachus – rodzaj mrówek z podrodziny Ponerinae. Obejmuje 64 opisane gatunki.

## Gatunki
| - Odontomachus aciculatus Smith, 1863 - Odontomachus affinis Guerin-Meneville, 1844 - Odontomachus allolabis Kempf, 1974 - Odontomachus angulatus Mayr, 1866 - Odontomachus animosus Smith, 1860 - Odontomachus assiniensis Emery, 1892 - Odontomachus banksi Forel, 1910 - Odontomachus bauri Emery, 1892 - Odontomachus biolleyi Forel, 1908 - Odontomachus biumbonatus Brown, 1976 - Odontomachus bradleyi Brown, 1976 - Odontomachus brunneus Patton, 1894 - Odontomachus caelatus Brown, 1976 - Odontomachus cephalotes Smith, 1863 - Odontomachus chelifer Latreille, 1802 - Odontomachus circulus Wang, 1993 - Odontomachus clarus Roger, 1861 - Odontomachus coquereli Roger, 1861 - Odontomachus cornutus Stitz, 1933 - Odontomachus erythrocephalus Emery, 1890 - Odontomachus floresensis Brown, 1976 - Odontomachus fulgidus Wang, 1993 - Odontomachus granatus Wang, 1993 - Odontomachus haematodus Linnaeus, 1758 - Odontomachus hastatus Fabricius, 1804 - Odontomachus imperator Emery, 1887 - Odontomachus infandus Smith, 1858 - Odontomachus insularis Guerin-Meneville, 1844 - Odontomachus laticeps Roger, 1861 - Odontomachus latidens Mayr, 1867 - Odontomachus latissimus Viehmeyer, 1914 - Odontomachus macrorhynchus Bernstein, 1861 |  | - Odontomachus malignus Smith, 1859 - Odontomachus mayi Mann, 1912 - Odontomachus meinerti Forel, 1905 - Odontomachus montanus Stitz, 1925 - Odontomachus monticola Emery, 1892 - Odontomachus mormo Brown, 1976 - Odontomachus nigriceps Smith, 1860 - Odontomachus opaciventris Forel, 1899 - Odontomachus opaculus Viehmeyer, 1912 - Odontomachus panamensis Forel, 1899 - Odontomachus papuanus Emery, 1887 - Odontomachus peruanus Stitz, 1933 - Odontomachus pseudobauri De Andrade, 1994 - Odontomachus rixosus Smith, 1857 - Odontomachus ruficeps Smith, 1858 - Odontomachus rufithorax Emery, 1911 - Odontomachus ruginodis Smith, 1937 - Odontomachus saevissimus Smith, 1858 - Odontomachus scalptus Brown, 1978 - Odontomachus silvestrii Wheeler, 1927 - Odontomachus simillimus Smith, 1858 - Odontomachus spinifer De Andrade, 1994 - Odontomachus spissus Kempf, 1962 - Odontomachus sumbensis Brown, 1976 - Odontomachus tensus Wang, 1993 - Odontomachus testaceus Emery, 1897 - Odontomachus troglodytes Santschi, 1914 - Odontomachus turneri Forel, 1900 - Odontomachus tyrannicus Smith, 1859 - Odontomachus unispinosus Fabricius, 1793 - Odontomachus xizangensis Wang, 1993 - Odontomachus yucatecus Brown, 1976 |